# دار الشعب (القفر)

تعديل مصدري - تعديل

دار الشعب هي إحدى قرى عزلة بني مسلم بمديرية القفر التابعة لمحافظة إب، بلغ تعداد سكانها 156 نسمة حسب تعداد اليمن لعام 2004.